# Ayuda Babes
Ayuda Babes es una película de comedia filipina de 2021 dirigida por Joven Tan. Está protagonizada por Gardo Versoza, Ate Gay, Joey Paras, Negi, Juliana Pariscova Segovia, Brenda Mage e Iyah Mina. La película trata sobre lo que hacen las personas en su comunidad mientras padecen una pandemia de COVID-19 en Filipinas.

## Sinopsis
Una mirada hilarante a los estilos de vida alterados de las personas en cuarentena que necesitan donaciones.

## Reparto
- Gardo Versoza como Kapitana
- Ate Gay como Tet
- Joey Paras como Mama Rita
- Negi como Alma
- Juliana Parizcova Segovia como Marie
- Brenda Mage como Jean
- Iyah Mina como Pinky
- Marlo Mortel como Jun
- Zeus Collins como Dave
- Marc Logan como El mismo
- Petite como Lirio
- Christi Fider como Jenny
- Bernie Batin como Tinderang Masungit
- Dan Delgado como Jr
- Japh Bahian como Talent

## Lanzamiento
La película fue lanzada en iWantTFC y Ktx.ph el 5 de marzo de 2021.

## Recepción
JE CC de MSN calificó la película con 2 de 5 y escribió: 

‘Ayuda Babes sufre de falta de sentido y dirección.